# Deliverin'
Deliverin' je první koncertní album americké countryrockové hudební skupiny Poco. Vydáno bylo 13. ledna roku 1971 společností Epic Records. Záznam pochází ze dvou koncertů, které kapela odehrála v sálech Boston Music Hall (Boston) a Felt Forum (New York) ve dnech 22. a 23. září 1970. Kytarista Jim Messina skupinu opustil v říjnu 1970, tedy v období mezi nahraním a vydáním desky. Messina je rovněž producentem alba. Později roku 1971 vyšlo album v reedici. Rozdíl oproti původní verzi byl ve zvuku, nově byla hudba upravena do kvadrofonního zvuku. Nad úpravou zvuku dohlížel velšský hudebník a producent John Cale.

## Seznam skladeb
1. I Guess You Made It (Richie Furay) – 3:58
2. C’mon (Furay) – 3:10
3. Hear That Music (Timothy B. Schmit) – 3:29
4. Kind Woman (Furay) – 6:07
5. Medley: Hard Luck / Child’s Claim to Fame / Pickin Up the Pieces (Furay, Schmit) – 4:41
6. You Better Think Twice (Jim Messina) – 3:59
7. A Man Like Me (Furay) – 4:04
8. Medley: Just in Case It Happens, Yes Indeed / Grand Junction / Consequently So Long (Furay, Rusty Young, Skip Goodwin) – 9:46

## Obsazení
- Jim Messina — kytara, zpěv
- Richie Furay — kytara, zpěv
- Rusty Young — steel kytara, dobro, zpěv
- Timothy B. Schmit — baskytara, zpěv
- George Grantham — bicí, zpěv